# Type 90 (cannone campale)
Il cannone campale da 75 mm Type 90 (九〇式野砲?, Kyūmaru-shiki yahō) era un cannone campale usato dall'Esercito imperiale giapponese durante la seconda guerra sino-giapponese, la guerra di confine sovietico-giapponese e la seconda guerra mondiale. Inteso come rimpiazzo per i pezzi da 75 mm Type 38 presso le unità di prima linea, ma a causa di problemi operativi e di bilancio venne prodotto in ridotte quantità ed i due pezzi più vecchi rimasero in servizio per tutta la durata della guerra. La designazione, come da convenzioni allora vigenti, era relativa all'anno di adozione da parte dell'Esercito imperiale giapponese, anno imperiale 2590, corrispondente al 1930 del calendario gregoriano.

## Storia

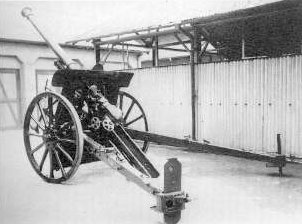
Un Type 90, versione a traino animale.

### Sviluppo e produzione
Nel periodo precedente la prima guerra mondiale, l'Esercito imperiale giapponese era per la maggior parte equipaggiato con cannoni campali della tedesca Krupp. Dopo il trattato di Versailles, l'esercito si rivolse all'azienda francese Schneider et Cie, acquistando diversi modelli per prove e valutazioni. Nell'ambito di un programma di riarmo dell'esercito imperiale lanciato nel 1931, venne introdotto un nuovo pezzo campale da 75 mm, vagamente ispirato allo Schneider 85 mm Mle 1927 prodotto per la Grecia, che venne denominato Type 90.

### Produzione
Il Type 90 venne prodotto solo in poche unità e non raggiunse l'obiettivo di sostituire il diffuso Type 38. Il progetto Schneider era infatti molto complesso e costoso da costruire, richiedendo tolleranze dimensionali che andavano oltre le possibilità dell'industria giapponese del tempo. In particolare il sistema di rinculo richiedeva un'elevata manutenzione, difficile da supportare nel servizio di prima linea.

### Impiego operativo
Il Type 90 venne assegnato principalmente alla unità di stanza nel Manciukuò, trovando scarso impiego nel teatro operativo del Pacifico. Il primo impiego operativo si ebbe contro l'Armata Rossa nella battaglia di Khalkhin Gol. Quando più tardi venne schierato contro le forze alleate, venne spesso impiegato come cannone anticarro, ruolo nel quale la sua alta velocità alla volata lo rendeva efficace. Venne anche impiegato nella campagna delle Filippine, nella battaglia di Iwo Jima ed in quella di Okinawa, spesso in cooperazione con le unità corazzate. Il Type 90 rimase in servizio fino alla resa del Giappone.

## Tecnica
Il Type 90 era l'unico pezzo d'artiglieria giapponese a montare un freno di bocca. L'affusto era del tipo a code divaricabili e venne realizzato in due versioni: con ruote in legno per il traino animale e con ruote semipneumatiche e sospensioni migliorate per il traino meccanico, pesante 200 kg in più.
La bocca da fuoco Type 90 sparava granate ad alto esplosivo, proietti perforanti, shrapnel, proiettili incendiari, fumogeni ed illuminanti.

## Derivati
Dalla bocca da fuoco del Type 90 fu sviluppato il cannone da carro armato Type 3, che equipaggiò il carro armato medio Type 3 Chi-Nu.